# Broodhuis

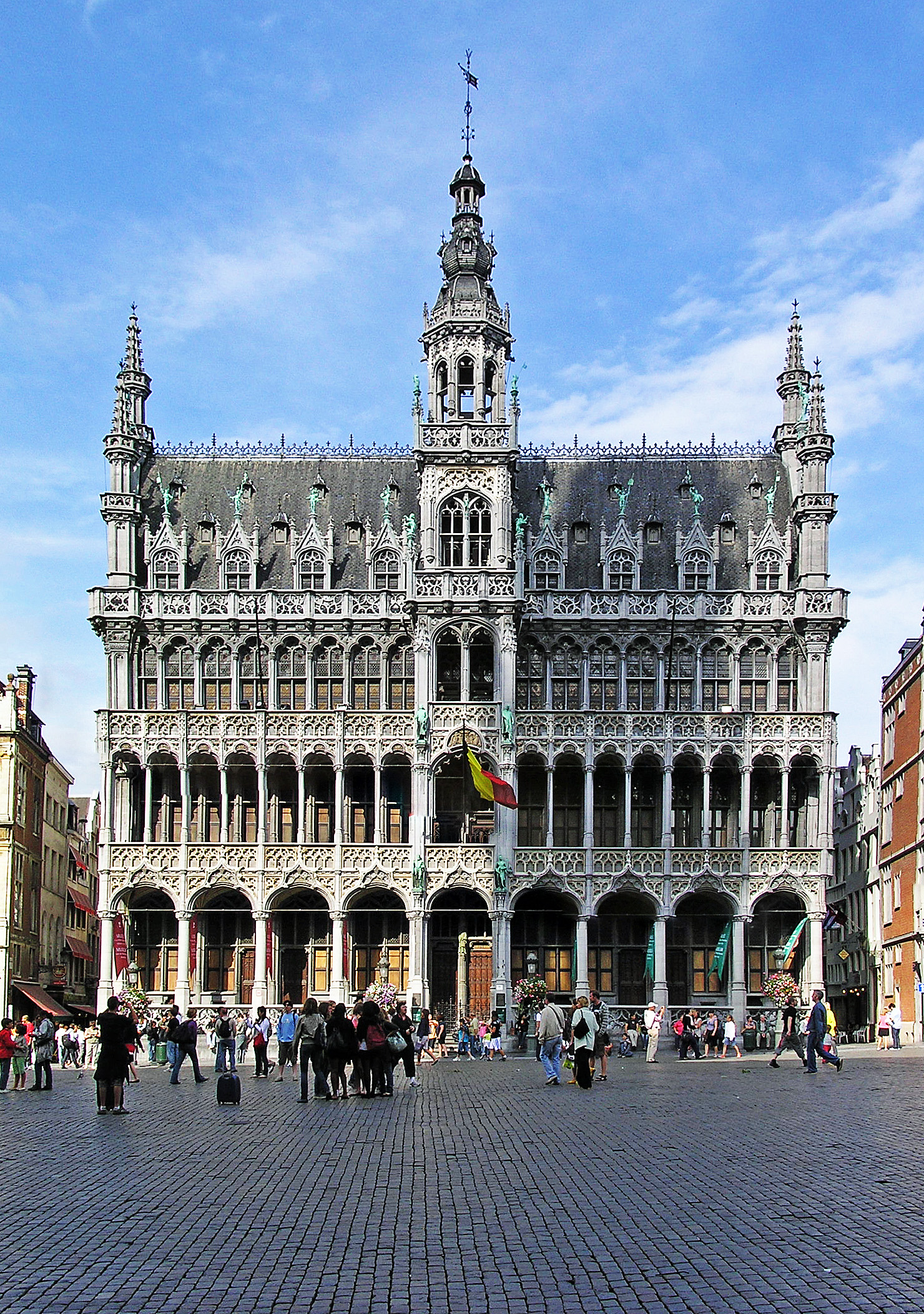
Broodhuis

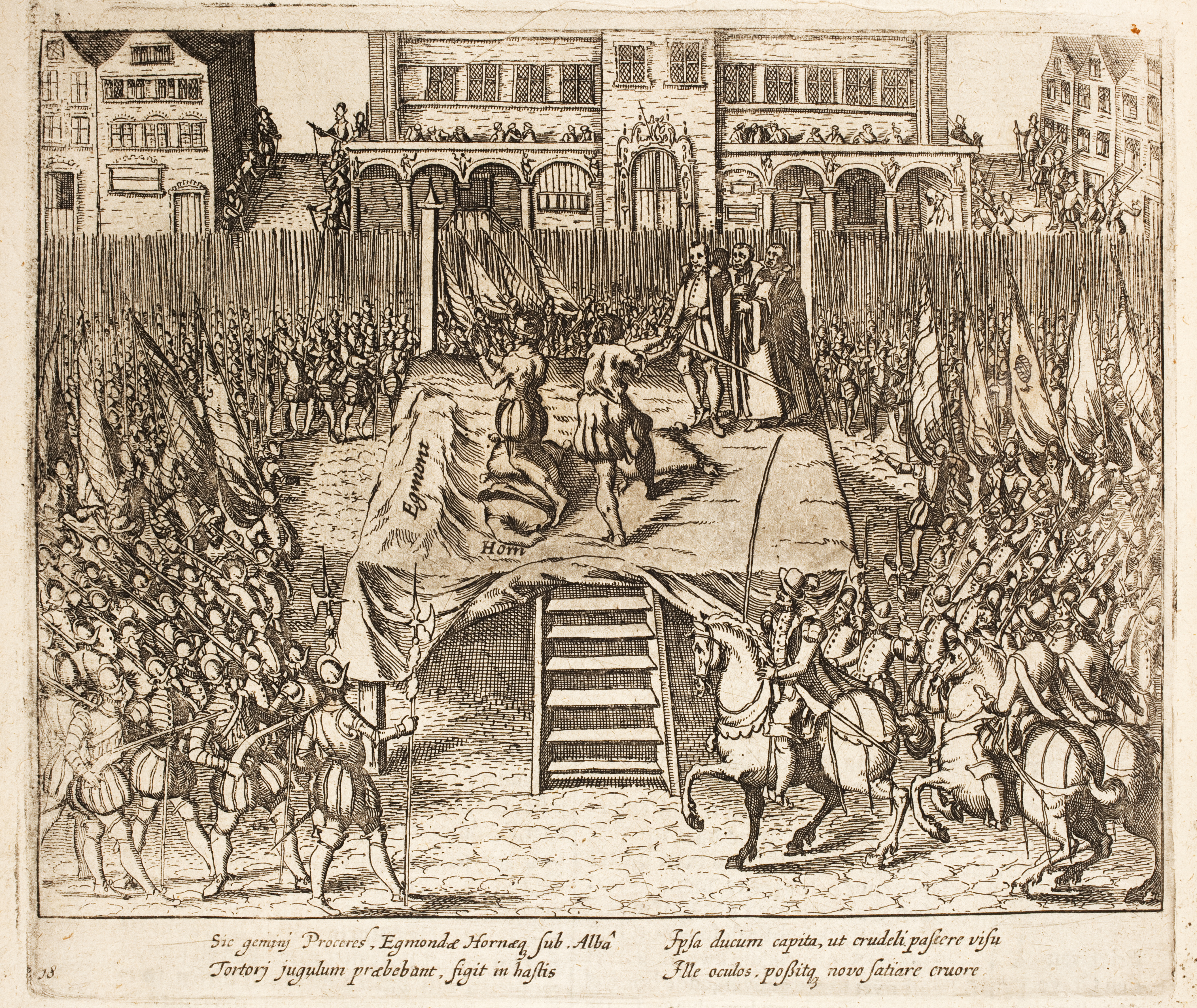
Terechtstelling van de graven van Egmont en Horne; in de achtergrond: het toenmalig Broodhuis

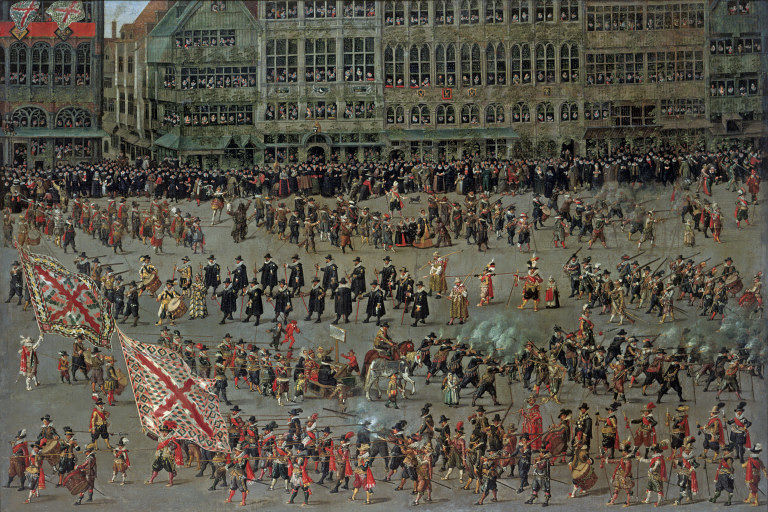
De Ommeganck in Brussel op 31 mei 1615 door Denis van Alsloot

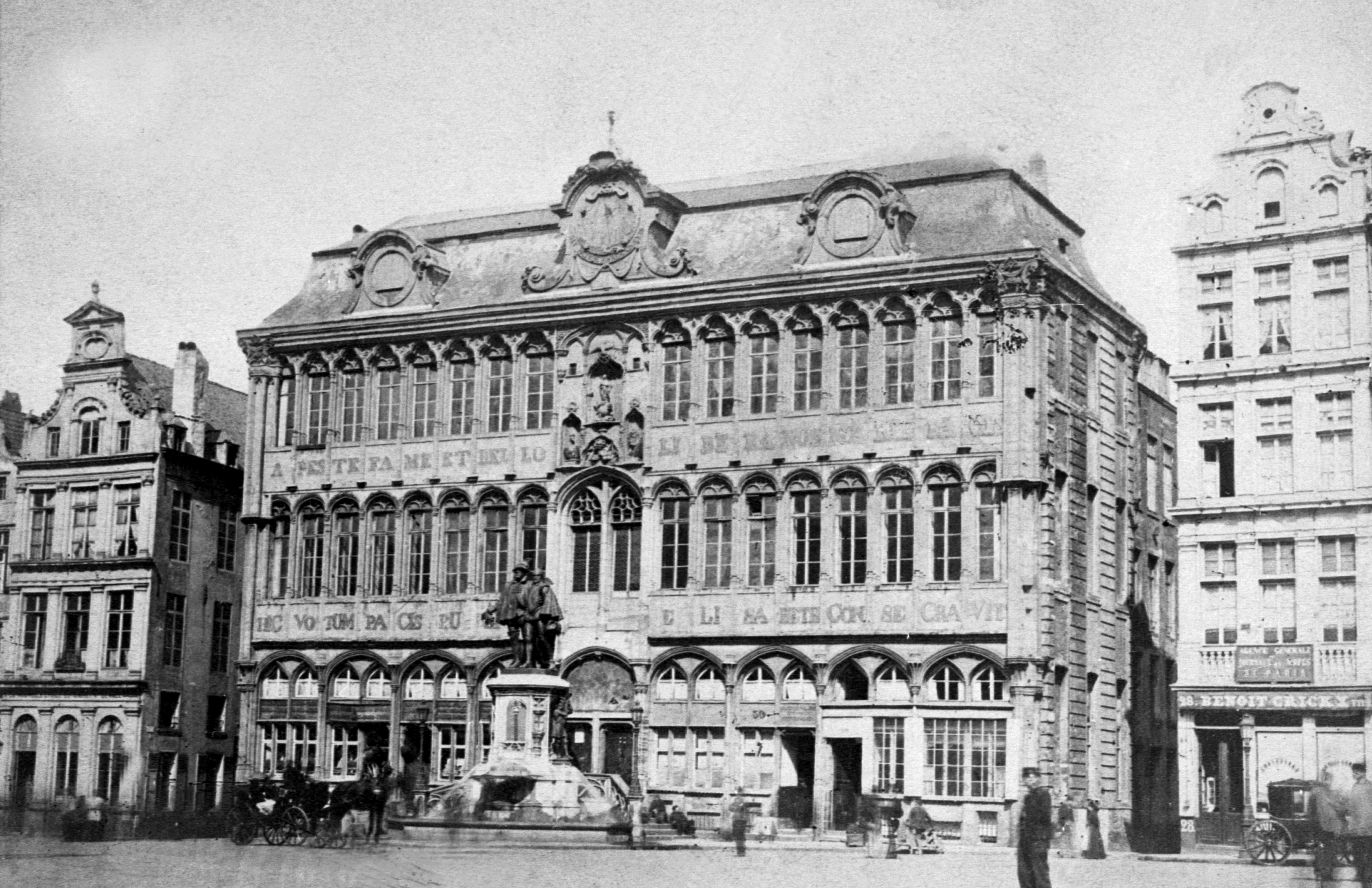
Het Broodhuis zoals het er vóór 1874 nog bijstond.

Het Broodhuis (Frans: Maison du Roi) is een gebouw aan de Grote Markt van Brussel uit de 19e eeuw. In dit gebouw is nu het Museum van de Stad Brussel gevestigd met een veelzijdige collectie uit de geschiedenis van Brussel.

## Geschiedenis
In het begin van de 13e eeuw stond er op de Grote Markt een houten constructie waar de bakkers hun broden verkochten. Deze houten broodhal werd in 1405 vervangen door een stenen gebouw. Maar in het begin van de 15e eeuw begonnen de bakkers hun broden via deur-aan-deurverkoop aan de man te brengen, en het intussen vrije gebouw werd ingenomen door de toenmalige hertog van Brabant, die er een soort van administratief centrum van maakte. Het verkreeg toen de naam "'s Hertogenhuys". Het werd het centrum van de hertogelijke macht door de oprichting van allerlei kantoren en gerechtshoven. Dit ging ten nadele van de autonomie van het stedelijk gezag, gevestigd in het stadhuis aan de overkant van de Grote Markt. Toen de jonge hertogin Maria van Bourgondië in 1477 onverwachts haar vader Karel de Stoute moest opvolgen, moest ze het hoofd bieden aan de ontevredenheid van de burgers en, door het verlenen van keuren, heel wat eisen inwilligen. Het 's Hertogenhuys werd een tijdje overgelaten aan de stad. Maar haar zoon Filips de Schone eiste het terug en, via hem, kwam het in bezit van zijn zoon, de latere Keizer Karel V, samen met andere eigendommen van de Bourgondische hertogen.
Gedurende de regeerperiode van keizer Karel V werd het Broodhuis, dat in vervallen toestand was geraakt, opnieuw met de grond gelijk gemaakt en werd zijn hofarchitect Antoon II Keldermans aangesteld om er een nieuw gebouw te ontwerpen in de elegante flamboyante gotiek. De plannen waren klaar in 1514 en de werken aan het nieuwe Broodhuis werden voltooid tussen 1515 en 1536. Na de dood van Keldermans in 1515, werkten achtereenvolgens de architecten Lodewijk van Bodegem (bouwheer van het mausoleum voor Filibert van Savoye) en Hendrik van Pede (bouwmeester van het Stadhuis van Oudenaarde) het gebouw verder af. Nabijgelegen gebouwen werden onteigend, zodat het nieuwe gebouw aanzienlijk groter werd. De naam van het gebouw veranderde dan in "'s Coninckshuys". In het Frans ging men spreken over het Maison du Roi, aangezien Karel koning van Spanje was. De landvoogdes Isabella van Spanje liet in 1625 de voorgevel nog verfraaien en plaatste het gebouw onder de bescherming van Onze-Lieve-Vrouw van de Vrede. Zo drukte Isabella in deze periode van verhevigde oorlog met een Mariabeeld en een groot opschrift publiek haar wens uit dat de Nederlanden vrede zouden kennen.
Door het Franse bombardement van 1695 werd dit gebouw zodanig door brand beschadigd, dat een grondige restauratie zich opdrong. Vanwege het ontbreken van de financiële middelen werden enkel de noodzakelijkste werken uitgevoerd om te beletten dat het gebouw verder zou instorten. De restauratie werd uitgevoerd door Cornelis van Nerven, Jan Cosijn en Willem de Bruyn. Trouwens, zij zouden ook verschillende gildehuizen (zoals "De Zwane") in Vlaams-Italiaanse stijl op de Grote Markt bouwen. Een tweede restauratie volgde in 1767.
Het Broodhuis was het toneel van verschillende gebeurtenissen. De graven van Egmont en Horne brachten hier in 1568 hun laatste nacht door om dan de volgende morgen op het schavot voor het Broodhuis onthoofd te worden. De toekomstige koning Filips II werd hier in zijn harnas geholpen, vooraleer incognito deel te nemen aan het toernooi op de Grote Markt. De landvoogdes Isabella van Spanje werd hier tot koningin van de kruisboogschutters uitgeroepen omdat zij de hoofdvogel had afgeschoten. Deze gebeurtenis werd dan gevolgd door feestelijkheden met als hoogtepunt de "Ommeganck", waarvan zij zes doeken bestelde bij haar hofschilder Denis van Alsloot. Er werden ook bals ingericht bij grote feestelijke gebeurtenissen, zoals de inhuldiging van vorsten. In 1719 schreeuwde de gildedeken van Brussel Frans Anneessens zijn onschuld uit voor het Broodhuis vooraleer te worden onthoofd. In 1789 vuurden de Oostenrijkers met hun kanon vanaf het Broodhuis op de troepen van de Verenigde Belgische Staten gedurende de Brabantse Omwenteling.
Na de overname van Brussel door de Franse revolutionairen aan het einde van de 18e eeuw werd het Broodhuis uitgeroepen tot nationaal bezit en omgedoopt tot Volkshuis, maar behield zijn polyvalente bestemming. Andere functies van het gebouw doorheen de tijden waren: inningskantoor, rechtbank, tijdelijke gevangenis, opslagruimte van paardenvoer voor de Britse ruiterij na de Slag bij Waterloo, repetitieruimte voor de balletschool van de Muntschouwburg, bibliotheek met leeszaal, onderkomen voor de stadsadministratie.
In 1811 werd het gebouw enkele jaren het eigendom van Paul Arconati-Visconti, de kasteelheer van Gaasbeek. Maar toen het gebouw gebruikt werd als opslagruimte van paardenvoer voor de Britse ruiterij na de Slag bij Waterloo in 1815, zag hij af van verdere restauratie en verkocht het in 1817 aan Simon Pick, schoonvader van de kunstschilder Louis Gallait. In 1860 werd het vervallen gebouw dan verkocht door de echtgenote van de schilder aan de stad Brussel.
Op het einde van de jaren zestig van de negentiende eeuw werd het gebouw uiteindelijk gesloopt en heropgebouwd in neogotiek, een bouwstijl die toen erg in trek was. Dit was een van de grote verwezenlijkingen van de toenmalige burgemeesters Karel Buls, een man met vooruitstrevende ideeën, en Jules Anspach. De heropbouw van het gebouw werd toevertrouwd aan de stadsarchitect Pierre-Victor Jamaer, die, steunend op originele plannen van Antoon Keldermans, een waarheidsgetrouwe reconstructie van het zestiende-eeuwse gebouw uitvoerde. Hij deed dit in overleg met de historicus en stadsarchivaris Alphonse Wauters. De werken vingen aan in 1873 en duurden meer dan twintig jaar. De onkosten bedroegen het fabelachtig bedrag van bijna twee miljoen frank, doordat er niet bezuinigd werd op materialen, noch op de kwaliteit van de uitvoering. Het gebouw werd dan ook een van de best geslaagde voorbeelden van de neogotische bouwstijl in België. Vanaf 1887 werd er het stadsmuseum ingericht. Vanaf 1864 stond er een standbeeld van Egmont en Horne voor het Broodhuis; het verhuisde in 1890 naar de Zavel.
Van 1895 tot 1898 hing er in het belfort van het Broodhuis een lichte vieroktaafse beiaard van 49 klokken, gegoten door de klokkengieter Adrien Causard van Tellin. Eind 1895 was er sprake van om deze beiaard, uitgebreid met zes extra basklokken, te verplaatsen naar het belfort van het stadhuis. Het plan werd niet uitgevoerd omdat veel klokken van de beiaard vals klonken en Causard er niet in slaagde die vals klinkende klokken te stemmen. Bovendien vertoonde het mechanisme van het instrument veel mankementen. De beiaard werd in 1898 uiteindelijk weggehaald en het belfort van het Broodhuis staat sindsdien leeg.
In 1936 werd het Broodhuis als eerste burgerlijk gebouw in België beschermd en in 1998 werd het opgenomen in de Werelderfgoedlijst van de UNESCO.

## Museum
In het gebouw is het Museum van de Stad Brussel gevestigd met een collectie van onder meer schilderijen, retabels, wandtapijten, beeldhouwwerken, zilverwerk, aardewerk en porselein, die een beeld geeft van de geschiedenis van Brussel. Ook hangt er een van de oudste volledige tapijtkartons die nog bewaard zijn gebleven van de hand van Pieter Coecke van Aelst:"Martelaarschap van Paulus".
Men bewaart hier ook de meer dan vijfhonderd kostuums van Manneken Pis, waarvan het eerste dateert van 1698 (er zijn nog slechts enkele fragmenten van over). Het eerste volledig bewaarde kostuum werd geschonken door de Franse koning Lodewijk XV in 1747.